# Saint-germain (pâtisserie)
Pour les articles homonymes, voir Saint-Germain.

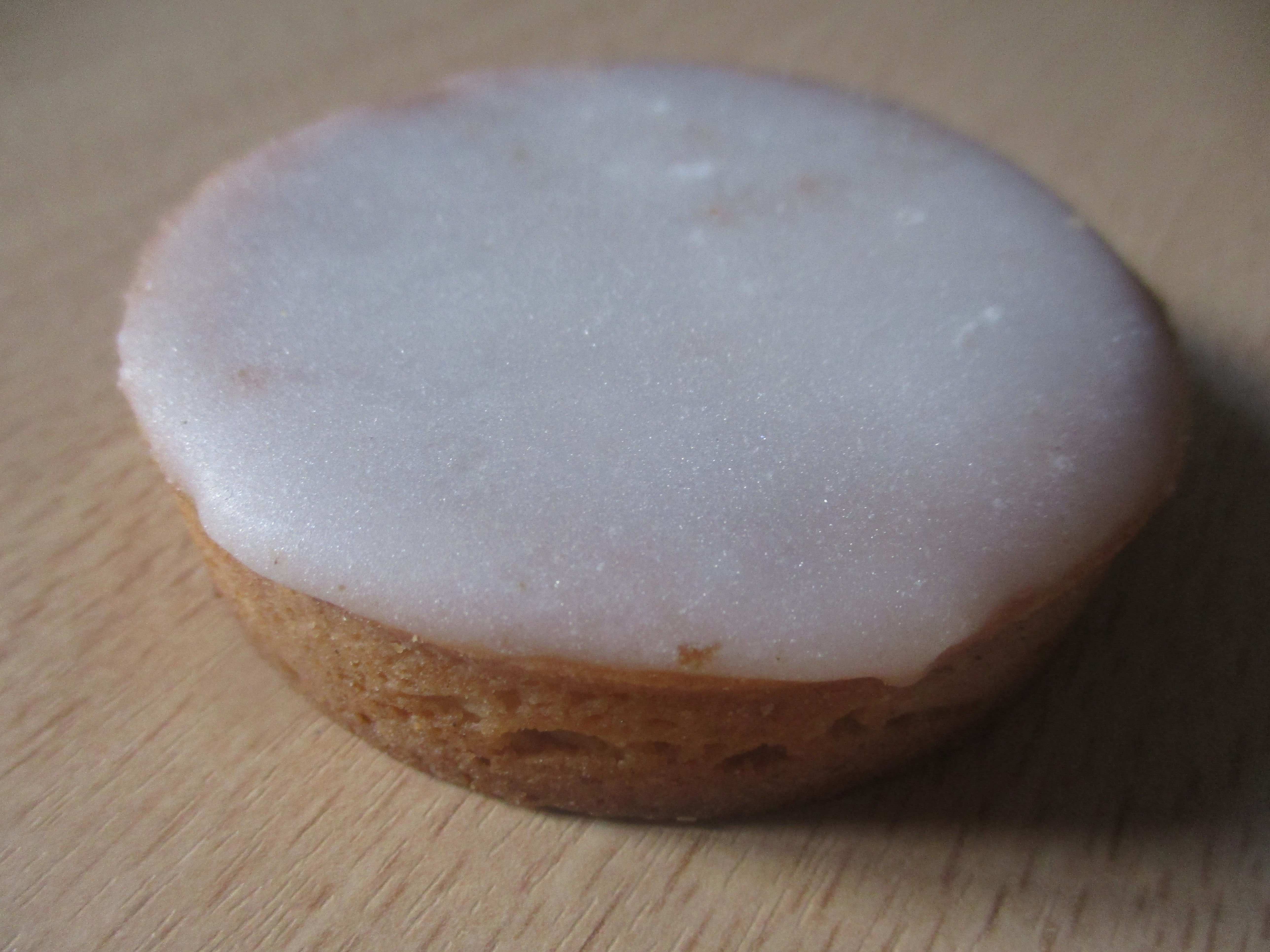
Gâteau saint-germain.

Le saint-germain est une pâtisserie française qui doit son nom à saint Germain, évêque de Paris, patron de la ville de Saint-Germain-en-Laye où sa recette a été élaborée. C'est un gâteau aux amandes prisé pour sa légèreté et son fondant.

## Recette
- 4 œufs
- 200 grammes de sucre
- 100 grammes de beurre ramolli
- 125 grammes de poudre d'amande
- 1 cuillère à soupe de rhum ou de kirsch[2].

Préchauffer le four th 6, mélanger les œufs et le sucre. Ajouter le beurre mou, le sachet d'amandes en poudre et le rhum.
Verser dans un moule à manqué (ou Flexipan ou mini-muffins) et cuire de 20 minutes pour des minis à 35 minutes pour un grand moule. Une fois le gâteau refroidi, il faut réaliser le glaçage avec deux cuillères à soupe de kirsch ou de rhum et trois cuillères à soupe de sucre glace.